# Gianfranco Fini

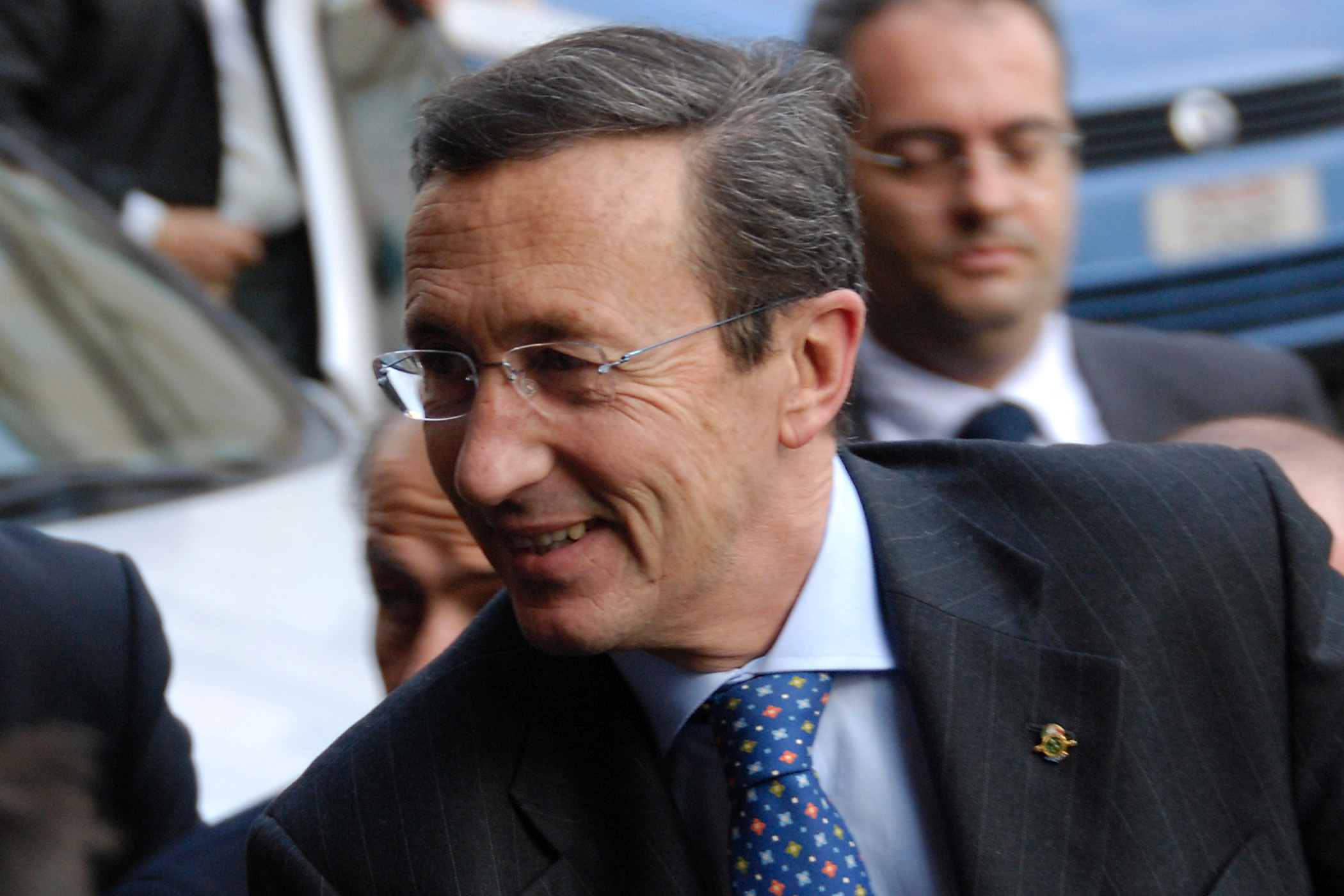
Gianfranco Fini tijdens de campagne in Turijn op 20 maart 2008

Gianfranco Fini (Bologna, 3 januari 1952) is een Italiaans politicus, die de Neo-Fascistische Movimento Sociale Italiano omvormde tot de rechts-conservatieve Alleanza Nazionale. Deze regeerde Italië in de jaren 2000 in een coalitie met Silvio Berlusconi’s partij Forza Italia en de Lega Nord van Umberto Bossi. 

## Jeugd
Fini werd geboren als zoon van een Bolognese oud-soldaat. Zijn beide opa’s waren fascistisch. Zijn voornaam Gianfranco is een eerbetoon aan een neef die in 1945 vermoord werd door partizanen. Fini is afgestudeerd in de psychologie en heeft gewerkt als journalist voor de partijkrant van de neofascistische beweging Movimento Sociale Italiano (MSI), Secolo d’Italia. De aanleiding voor zijn toetreding tot de jeugdafdeling van de MSI, de Fronte della Gioventù, was het moment dat hij als zeventienjarige naar een film van John Wayne wilde gaan kijken en daarbij tegen werd gehouden door linkse extremisten.

## Politieke carrière
In 1977 werd hij tot secretaris-generaal van het Fronte della Gioventù gekozen. Op 26 juni 1983 werd hij tot eerste vicevoorzitter van het Fronte della Gioventù gekozen. In datzelfde jaar werd hij in de Kamer van Afgevaardigden gekozen.
In 1987 werd Fini nationaal secretaris van de MSI als opvolger van Giorgio Almirante. Hij bleef deze functie bekleden tot 1991. In 1993 was hij lijsttrekker in Rome bij de gemeenteraadsverkiezingen, waar de MSI een historische 36 % behaalde, en Fini als kandidaat voor het burgemeesterschap maar nipt werd verslagen door de progressieve Francesco Rutelli.
In 1994 ging de MSI op in de Alleanza Nazionale (Nationale Alliantie), waarvan Fini in 1995 tot voorzitter werd gekozen. Fini deed afstand van het fascisme en noemde het een groot kwaad. Daarnaast accepteerde hij een "sociale markteconomie" en deed hij afstand van het door de vroegere MSI omarmde corporatieve, staatsgeleide economische systeem. In 2001 werd hij vicepremier en minister van buitenlandse zaken in de regering-Berlusconi. In 2002 ontwierp hij samen met de minister van binnenlandse zaken Umberto Bossi de Wet-Bossi-Fini, een immigratiewet die een einde moest maken aan de toestroom van illegale immigranten.
Op 15 februari 2008 overtuigde hij tijdens de laatste conferentie van AN zijn partijleden van de noodzaak om de partij op te heffen en zich aan te sluiten bij de nieuwe PdL. De PdL won de verkiezingen van april 2008 met ruime voorsprong op het linkse blok.
Bij de opening van het parlement had hierdoor de PdL de mogelijkheid om de voorzitters van de 2 Kamers te kiezen. Gianfranco Fini werd voorzitter van het Huis van Afgevaardigden (30 april 2008).
In 2010 heeft Fini een nieuwe partij opgericht. De partij heet Toekomst en Vrijheid voor Italië (Futuro e Libertà per l'Italia, FLI) en is het teken dat Fini ook concreet van Berlusconi afstaat, al heeft het hem belangrijke oud-partijleden zoals La Russa en Gasparri gekost.

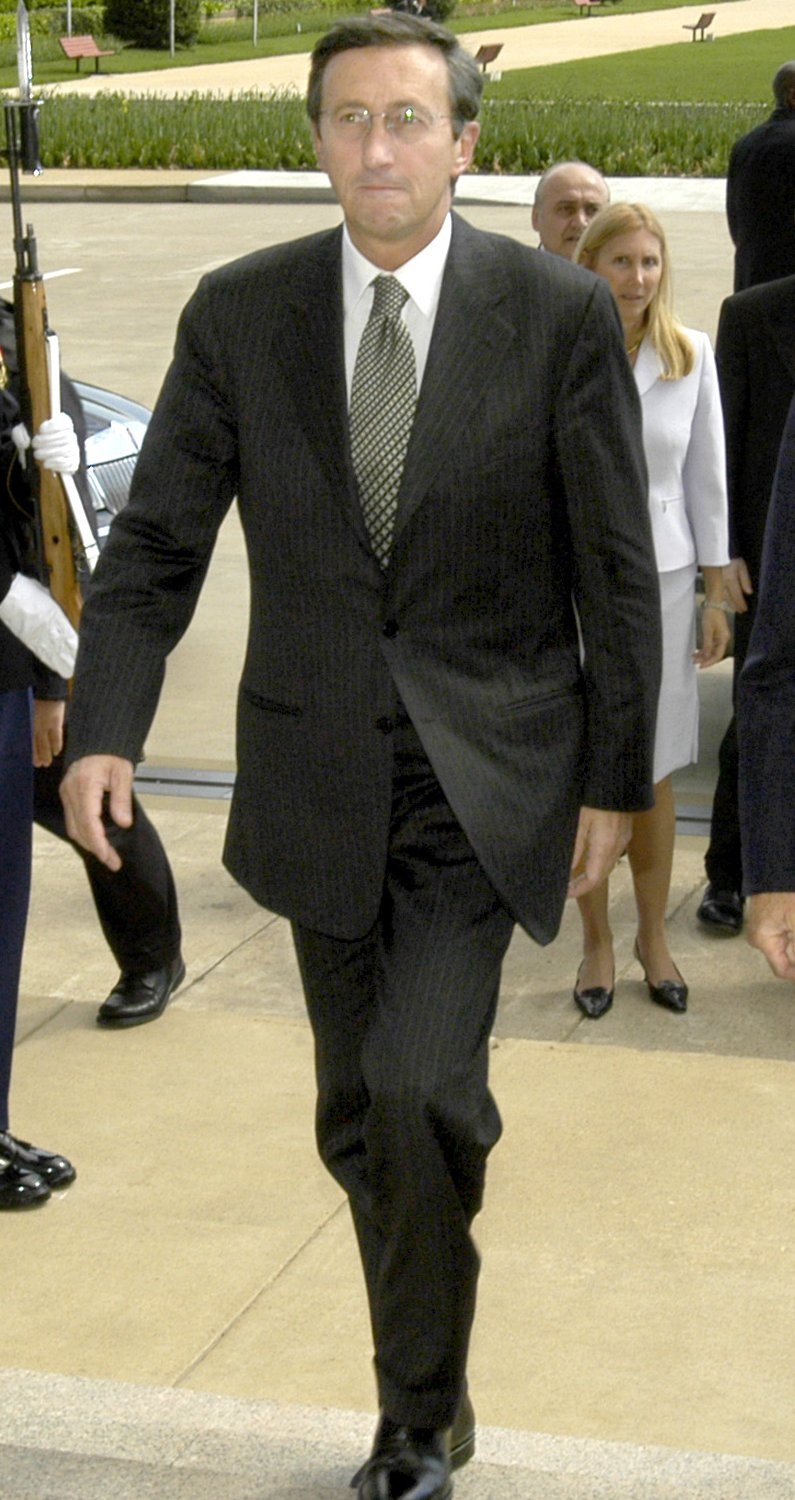
Gianfranco Fini

## Reputatie
Fini was als jonge bestuurder van de MSI een onverholen neo-fascist. Nog in 1994 herhaalde hij tijdens een interview dat Mussolini de grootste staatsman van de twintigste eeuw was geweest. Ook heeft hij destijds gezegd dat homoseksuelen eigenlijk geen leraar zouden mogen worden. Als leider van de kort daarna opgerichte Alleanza Nazionale heeft hij echter stelselmatig afstand genomen van het fascisme. Een van zijn grote verdiensten was het omsmeden van de MSI van een neofascistische beweging tot een maatschappelijk acceptabele partij (Alleanza Nazionale). Daarbij werden de oude fascistische veren van de partij afgeschud. 
Op het eerste partijcongres stelde hij dat het 'Italiaanse Rechts zonder terughoudendheid moet bevestigen dat het antifascisme een wezenlijk historisch moment was om terug te kunnen keren naar democratische waarden die het fascisme met voeten had getreden'. Verheerlijking van het fascisme verdween uit de statuten om plaats te maken voor democratie en vrijheid. 
In de loop van de jaren is Fini, die gescheiden is, nimmer voor de Kerk trouwde en 'niet de gave van het geloof' zegt te hebben, steeds gematigder geworden. Hij keerde zich uit tegen wetgeving die de abortuspil verbiedt en andere stringente wetgeving op moreel-ethisch terrein. Hij sprak zich in december 2006 uit voor wettelijke gelijkberechtiging van niet-huwelijkse samenlevingsverbanden, inclusief homoparen.  
Fini is een van de weinigen die zich openlijk durfden af te zetten tegen het gedrag van Silvio Berlusconi. Hoewel voorzitter van de Kamer van Afgevaardigden, nam hij in 2009 meer en meer afstand van Berlusconi en werd in juli 2010 uit diens partij, Il Popolo della Libertá, die hij mede had opgericht, gezet.

## Werken
- Fini, Gianfranco & Stalieno M. 1999 Un'Italia civile. Milano: Ponte alle Grazie
- Fini, Gianfranco. 2003 L'Europa che verrà. Il destino del continente e il ruolo dell'Italia. Roma: Fazi Editore